# Palais Pestana
Le Pestana Palace est un hôtel de luxe de Lisbonne, au Portugal. Situé dans le quartier d'Alcântara et installé dans le Palácio Vale Flor historique, le Pestana Palace est l'hôtel de luxe phare du groupe Pestana, l'un des principaux groupes hôteliers du Portugal. Il est membre des Leading Hotels of the World.
L'hôtel a accueilli la conférence Bilderberg 2023 du 18 au 21 mai,.

## Histoire

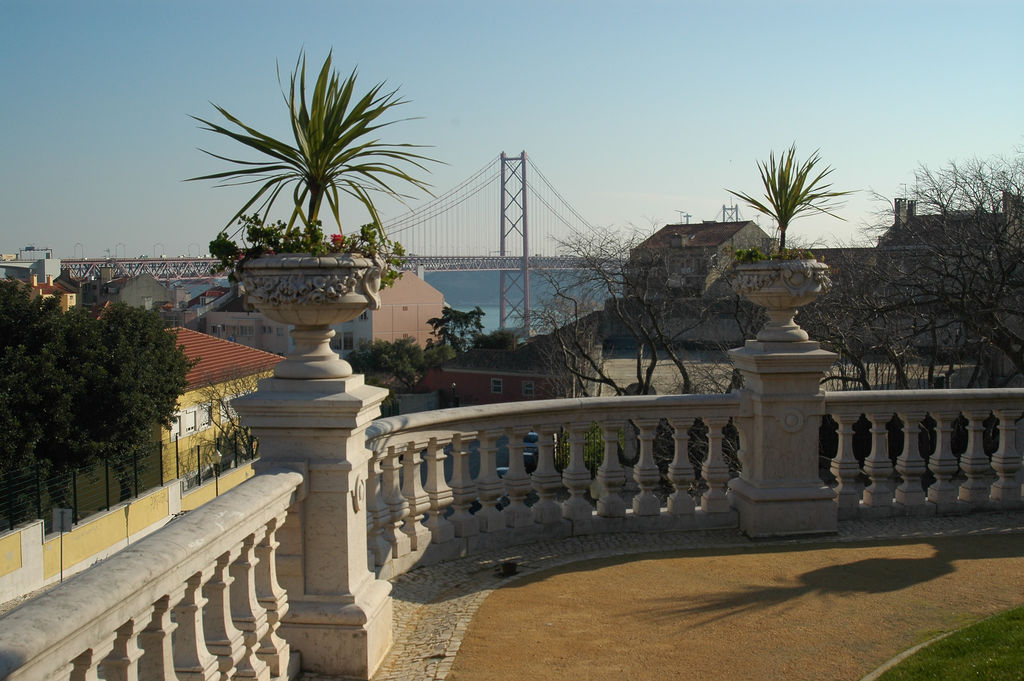
Vue sur le Tage et le pont du 25 avril depuis le palais.

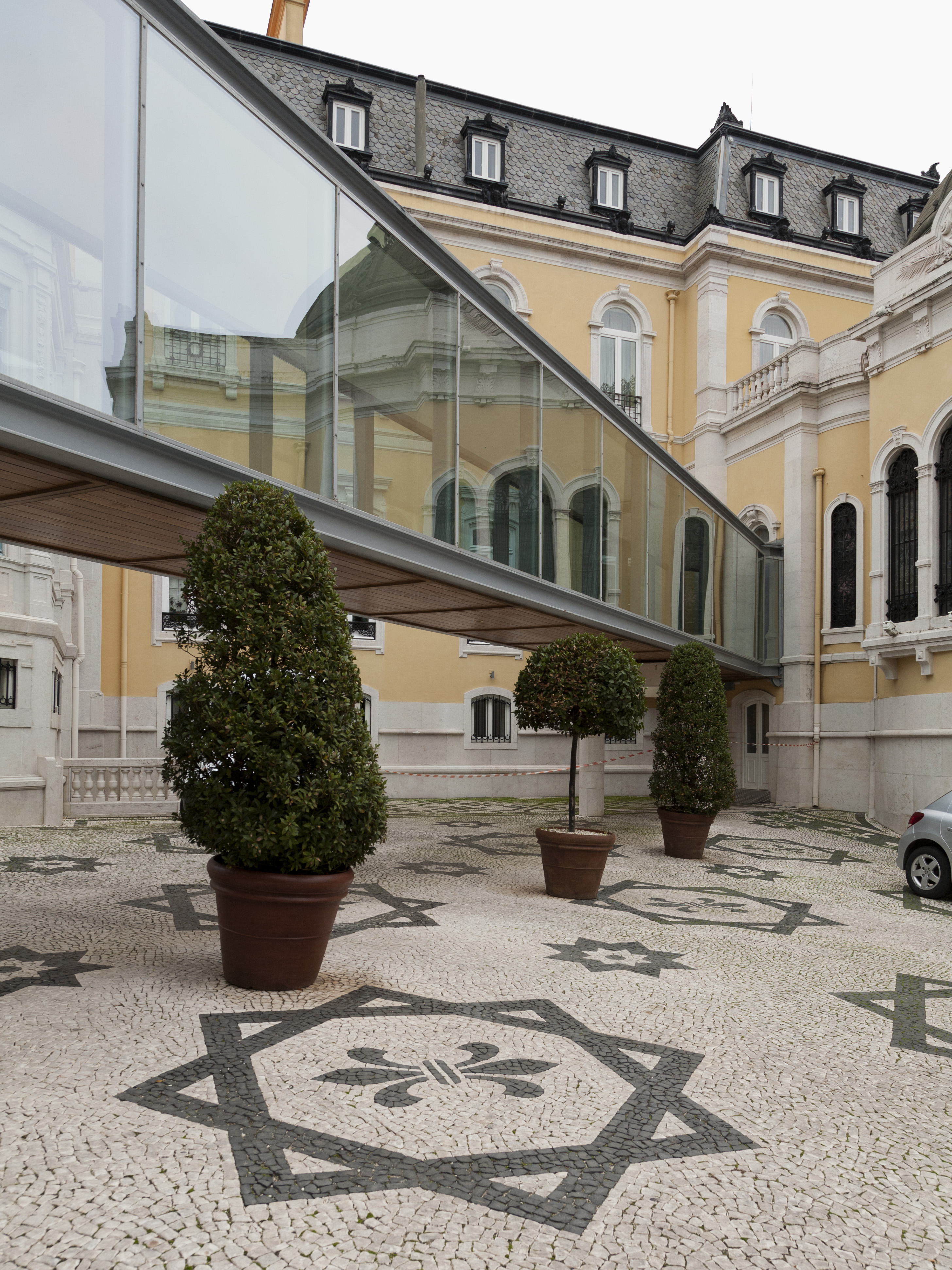
Patio montrant la rénovation du XXe siècle par l'architecte Manuel Tainha.

Les travaux de construction du Palácio Vale Flor ont commencé à la fin du XIXe siècle, avec José Luís Constantino Dias, 1er marquis de Vale Flor. Le marquis de Vale Flor avait fait fortune dans les plantations de café des colonies portugaises de São Tomé et Príncipe, îles du golfe de Guinée en Afrique, et avait acquis des terres à Alcântara, avec l'intention de construire une résidence à Lisbonne.
Le palais a été acquis en 1992 par le groupe Pestana, afin de transformer l'ancienne résidence aristocratique privée en l'hôtel de luxe phare du groupe. Les projets du groupe sont restés bloqués jusqu'en 1995, date à laquelle ils ont été approuvés par la Direction générale portugaise du patrimoine culturel. Le projet qui a suivi, la rénovation du palais et l'agrandissement de ses annexes, a été exécuté par l'architecte Manuel Tainha et achevé en 1997.
L'édifice a été classé monument national en 1997.

## Architecture
La conception du palais est due à l'architecte italien Nicola Bigaglia, qui a dirigé les travaux jusqu'en 1908, date à laquelle l'éminent architecte portugais José Ferreira da Costa a repris le projet jusqu'à son achèvement en 1910. De nombreux détails du palais sont attribués au célèbre architecte Miguel Ventura Terra.
Après la construction du palais, une vaste campagne de décoration intérieure fut exécutée entre 1910 et 1915, par les décorateurs Constantino Fernandes, Carlos Reis et Eugénio Cotrim.